# Marc Wilkinson
Pour les articles homonymes, voir Wilkinson.
Cet article possède un paronyme, voir Mark Wilkinson.
Marc Wilkinson, né le 27 juillet 1929 à Neuilly-sur-Seine (France) et mort le 8 janvier 2022 à Orsay, est un compositeur et chef d'orchestre australien.

## Biographie
Marc Wilkinson est notamment connu pour ses musiques de film et de théâtre.

## Filmographie

### comme compositeur
- 1968 : If....
- 1969 : The Royal Hunt of the Sun
- 1971 : La Nuit des maléfices (The Blood on Satan's Claw)
- 1971 : Family Life
- 1972 : The Darwin Adventure
- 1972 : The Man and the Snake
- 1972 : The Triple Echo
- 1972 : Eagle in a Cage
- 1973 : The Return
- 1973 : The Hireling
- 1975 : Philadelphia, Here I Come
- 1975 : Days of Hope (feuilleton TV)
- 1976 : The Morning Spider
- 1977 : The Mango Tree
- 1979 : The Quatermass Conclusion
- 1979 : Quatermass (série TV)
- 1979 : L'Étalon de guerre (Eagle's Wing)
- 1980 : Le Complot diabolique du docteur Fu Manchu (The Fiendish Plot of Dr. Fu Manchu)
- 1981 : Looks and Smiles
- 1982 : A Voyage Round My Father (TV)
- 1982 : A Dedicated Man (TV)
- 1982 : Enigma
- 1983 : Mrs. Silly (TV)
- 1984 : Kim (TV)
- 1985 : Coming Through
- 1987 : Visitors (TV)
- 1987 : Wolf to the Slaughter (TV)
- 1988 : A Day on the Grand Canal with the Emperor of China or: Surface Is Illusion But So Is Depth

### comme acteur
- 1980 : Le Complot diabolique du docteur Fu Manchu (The Fiendish Plot of Dr. Fu Manchu) : Conducteur